# Mark of the Unicorn
MOTU (der Name Mark of the Unicorn wird nicht mehr verwendet) ist ein US-amerikanischer Hersteller von Software und Hardware aus dem Audio- und MIDI-Bereich mit Sitz in Cambridge (Massachusetts).

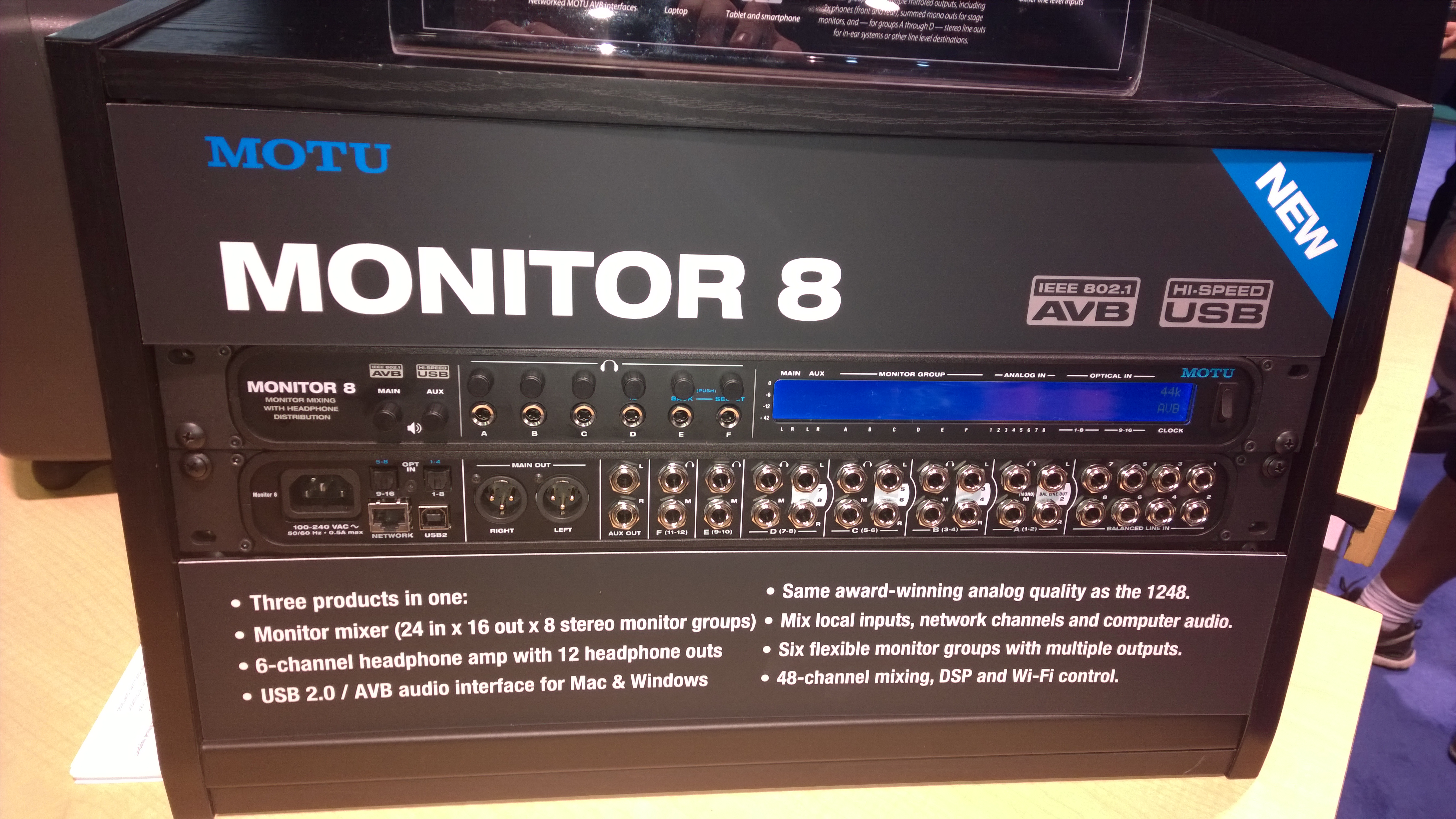
Monitorrack von MOTU

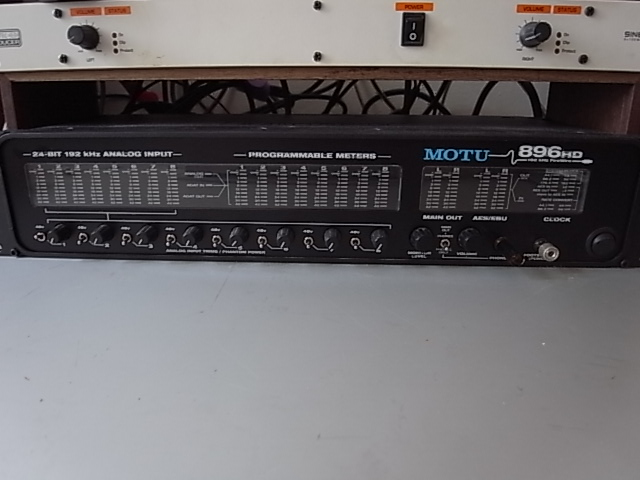
8-Kanal-Interface von MOTU

## Unternehmensgeschichte
Im Jahr 1998 führte MOTU mit dem 2408 das erste professionelle, und dabei erschwingliche Harddisk-Recording-System ein. 1999 stellte MOTU mit dem 828 das weltweit erste FireWire Audio-Interface für Mac und Windows vor.
Zu den Produkten von MOTU zählen:
- Digital Performer
- AudioDesk
- BPM
- MachFive
- MX4
- Unisyn

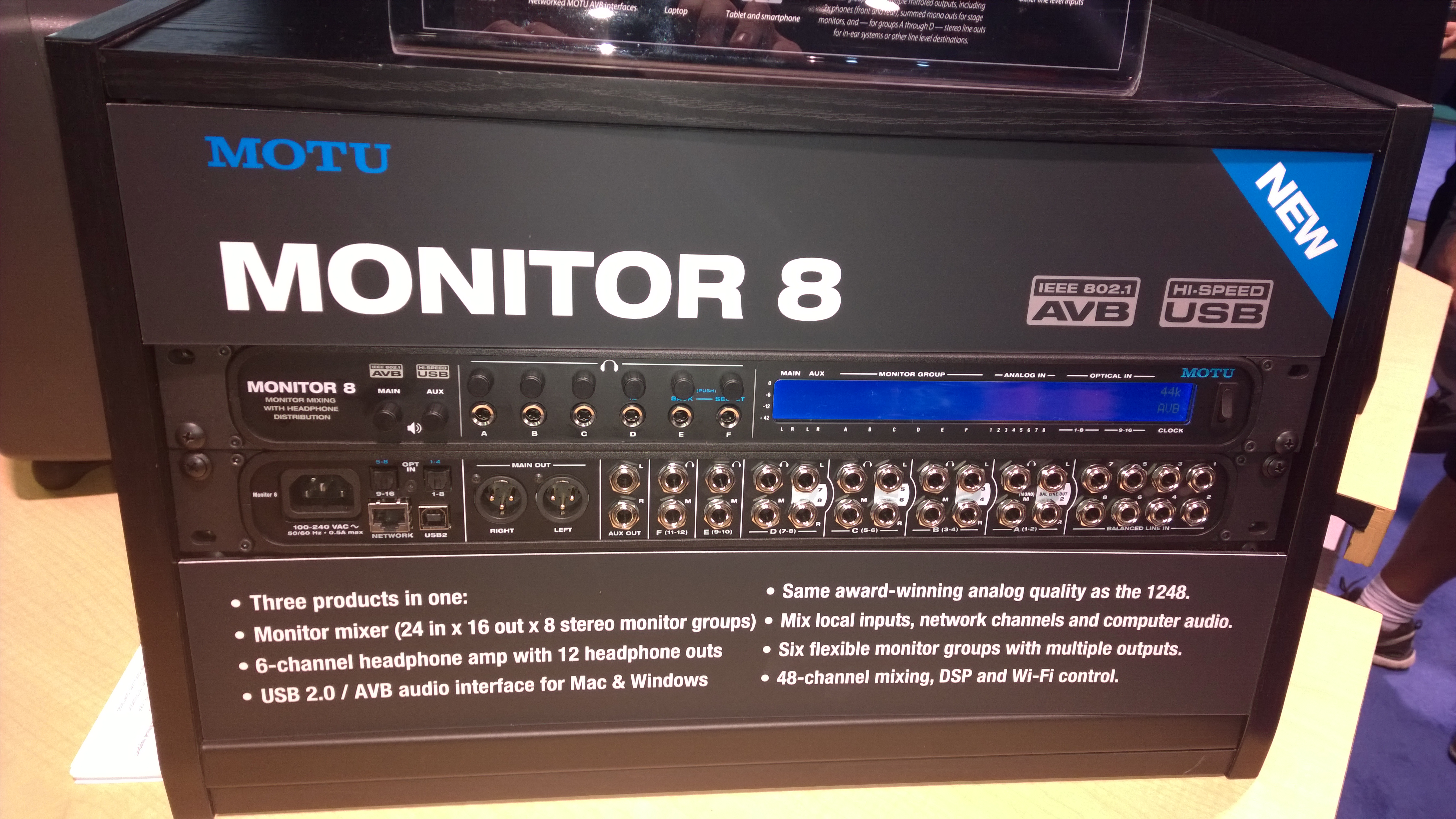
Monitorrack von MOTU

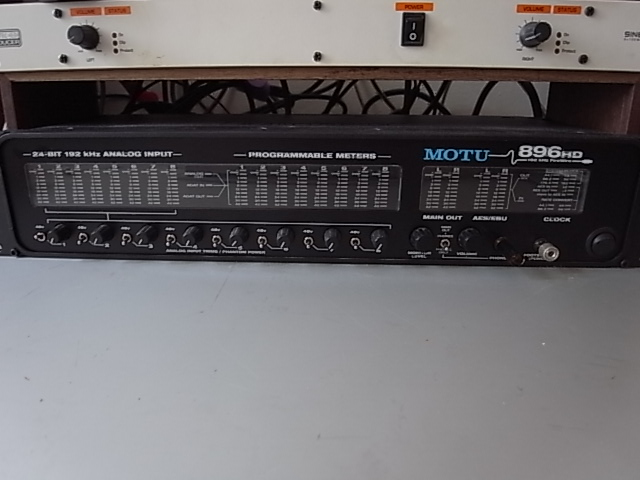
8-Kanal-Interface von MOTU

Historische Produkte und Besonderheiten:
- Professional Composer, ein früher grafischer Editor für Musiknotation (später Mosaic genannt)
- Mouse Stampede, ein frühes Arkaden-Spiel für den Apple Macintosh (1984)[4]
- Einführung des ersten FireWire-Audiointerfaces für Mac und Windows (MOTU 828).[3]